# Sedum ecalcaratum
Sedum ecalcaratum är en fetbladsväxtart som beskrevs av H. J. Wang och P. S. Hsu. Sedum ecalcaratum ingår i Fetknoppssläktet som ingår i familjen fetbladsväxter. Inga underarter finns listade i Catalogue of Life.